# Strada europea E401
La E401 è una strada europea che collega Saint-Brieuc a Caen.

## Percorso
La E401 è definita con i seguenti capisaldi di itinerario: "Saint-Brieuc - Caen".